# IEEE 802.16e
IEEE 802.16e est une norme de télécommunication pour réseaux informatiques mais aussi un groupe de travail de l'IEEE 802.16 chargé de développer le standard Mobile WiMAX. Celle-ci a été approuvée le 7 décembre 2005 et permet, contrairement au standard IEEE 802.16a ou IEEE 802.16d qui n'autorise qu'une liaison fixe entre émetteur et récepteur, le déplacement dans l'intégralité d'une zone de couverture à une autre sans déconnexion.

## Description
La norme IEEE 802.16e a été publiée le 28 février 2006. Celle-ci prévoit, à partir d'une station de base vers des clients mobiles, se déplaçant à moins de 120 km/h, la transmission de données à des débits jusqu'à 30 Mbit/s sur une bande de fréquences radios comprises entre 2 et 6 GHz (zone de couverture d'un rayon inférieur à 3,5 km). 
Ce standard permet de mixer les zones de couverture du réseau mobile grâce à l'interopérabilité entre les liaisons fixes et les liaisons mobiles. De même, celui-ci donne la possibilité au client mobile (typiquement un smartphone) de passer automatiquement d'une station à une autre sans perte de connexion (handover).
Au niveau de l'interface physique PHY, IEEE 802.16e utilise la modulation OFDMA (Orthogonal Frequency Division Multiple Access) qui permet d'adapter les canaux de transmission de manière dynamique au débit utilisé par chaque utilisateur.

## Applications
La norme IEEE 802.16e étend les possibilités du WiMAX fixe grâce à la mobilité. Celle-ci permet :  
- d'apporter la mobilité au WiMAX Fixe tout en étant interopérable avec celui-ci ;
- la téléphonie sur IP ou VoIP ;
- l'usage de services mobiles haut débit ;
- etc.